# Earl Battey
Earl Jesse Battey (Los Ángeles, California, 5 de enero de 1935-Ocala, Florida, 15 de noviembre de 2003), más conocido como Earl Battey, fue un jugador profesional estadounidense de béisbol que se desempeñó en la posición de cácher en las Grandes Ligas de Béisbol (MLB). Es poseedor de tres Guantes de Oro.

## Carrera
Battey jugó como profesional cinco temporadas en Chicago White Sox (1955-1959), después pasó a Minnesota Twins, donde jugó ocho temporadas (1960-1967), y fue el equipo en el que se retiró.

## Premios
Fue galardonado con el Guante de Oro en tres oportunidades (1960, 1961 y 1962).